# ディエゴ・デ・アウストリア
ディエゴ・フェリックス・デ・アウストリア（Diego Félix de Austria, 1575年7月12日 - 1582年11月21日）は、スペイン王フェリペ2世の四男。アストゥリアス公。

## 生涯
フェリペ2世とその4番目の妻で神聖ローマ皇帝マクシミリアン2世の娘であるアンナの間の第3子、三男として生まれた。父にとっては4番目の息子である。兄フェルナンドが死去すると王位継承者となり、1580年3月1日に議会によって正式にアストゥリアス公の地位を認められた。詩人のクリストバル・デ・ビルエスはこれに際し、ディエゴの成長を願うソネットを献呈している。同年10月26日に母がポルトガル滞在中に死ぬと、ディエゴとその弟妹はマドリードに帰され、2人の異母姉イサベルとカタリーナによって養育された。
フェリペ2世はディエゴを可愛がり、ポルトガル領インドの副王フランシスコ・デ・マスカレニャス（Francisco de Mascarenhas）に息子への贈り物としてインド象をヨーロッパに送らせようとした。また1580年にポルトガルを併合したこともあり、未来の王が臣民の言語を理解できるようポルトガル語を勉強させた。ディエゴは1582年に天然痘に罹患して7歳で急死し、エル・エスコリアル修道院の王子廟（Panteón de Infantes）に葬られた。弟のフェリペ（後のフェリペ3世）が次の王位継承者となった。